# 1172

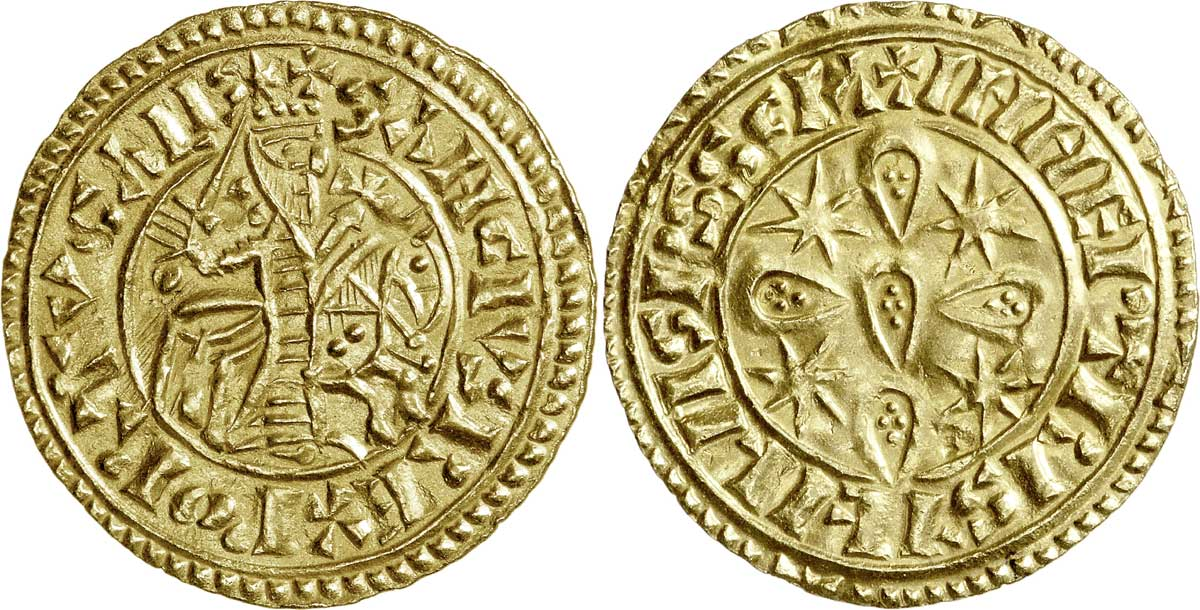
Maravedi ou morabitino com a efígie do rei Sancho I de Portugal, a cavalo, com a espada na mão direita e a cruz na mão esquerda.

| Calendário gregoriano                                                        | 1172 MCLXXII                                         |
| Ab urbe condita                                                              | 1925                                                 |
| Calendário arménio                                                           | 621 – 622                                            |
| Calendário bahá'í                                                            | -672 – -671                                          |
| Calendário budista                                                           | 1716                                                 |
| Calendário chinês                                                            | 3868 – 3869 Início a 27 de janeiro (aproximadamente) |
| Calendário copta                                                             | 888 – 889                                            |
| Calendário etíope                                                            | 1164 – 1165                                          |
| Calendários hindus - Vikram Samvat - Calendário nacional indiano - Cáli Iuga | 1227 – 1228 1093 – 1094 4272 – 4273                  |
| Calendário Holoceno                                                          | 11172                                                |
| Calendário islâmico                                                          | 567 – 568                                            |
| Calendário judaico                                                           | 4932 – 4933                                          |
| Calendário persa                                                             | 550 – 551                                            |
| Calendário rúnico                                                            | 1422                                                 |
| Calendário solar tailandês                                                   | 1715                                                 |

1172 (MCLXXII, na numeração romana) foi um ano bissexto do século XII do Calendário Juliano, da Era de Cristo, e as suas letras dominicais foram  B e A (52 semanas), teve início a um sábado e terminou a um domingo. No reino de Portugal estava em vigor a Era de César que já contava 1210 anos.
| Ano completo                      |
| --------------------------------- |
| Ano bissexto com início ao sábado |

## Eventos
- Estabelecimento da Ordem de Santiago em Portugal, sendo-lhe concedida Arruda dos Vinhos e, posteriormente, Alcácer do Sal, Almada e Palmela.
- O rei dom Afonso Henriques associa o seu filho dom Sancho ao governo do reino.

## Nascimentos
- Inês de Merânia, m. 1201, foi rainha consorte de França, terceira esposa de Filipe II de França.

## Mortes
- Guilherme VII de Montpellier, 3º senhor de de Montpellier, França.